# NGC 7556
NGC 7556 é uma galáxia elíptica (E-S0) localizada na direcção da constelação de Pisces. Possui uma declinação de -02° 22' 53" e uma ascensão recta de 23 horas, 15 minutos e 44,4 segundos.
A galáxia NGC 7556 foi descoberta em 20 de Setembro de 1784 por William Herschel.